# Traité de Giyanti

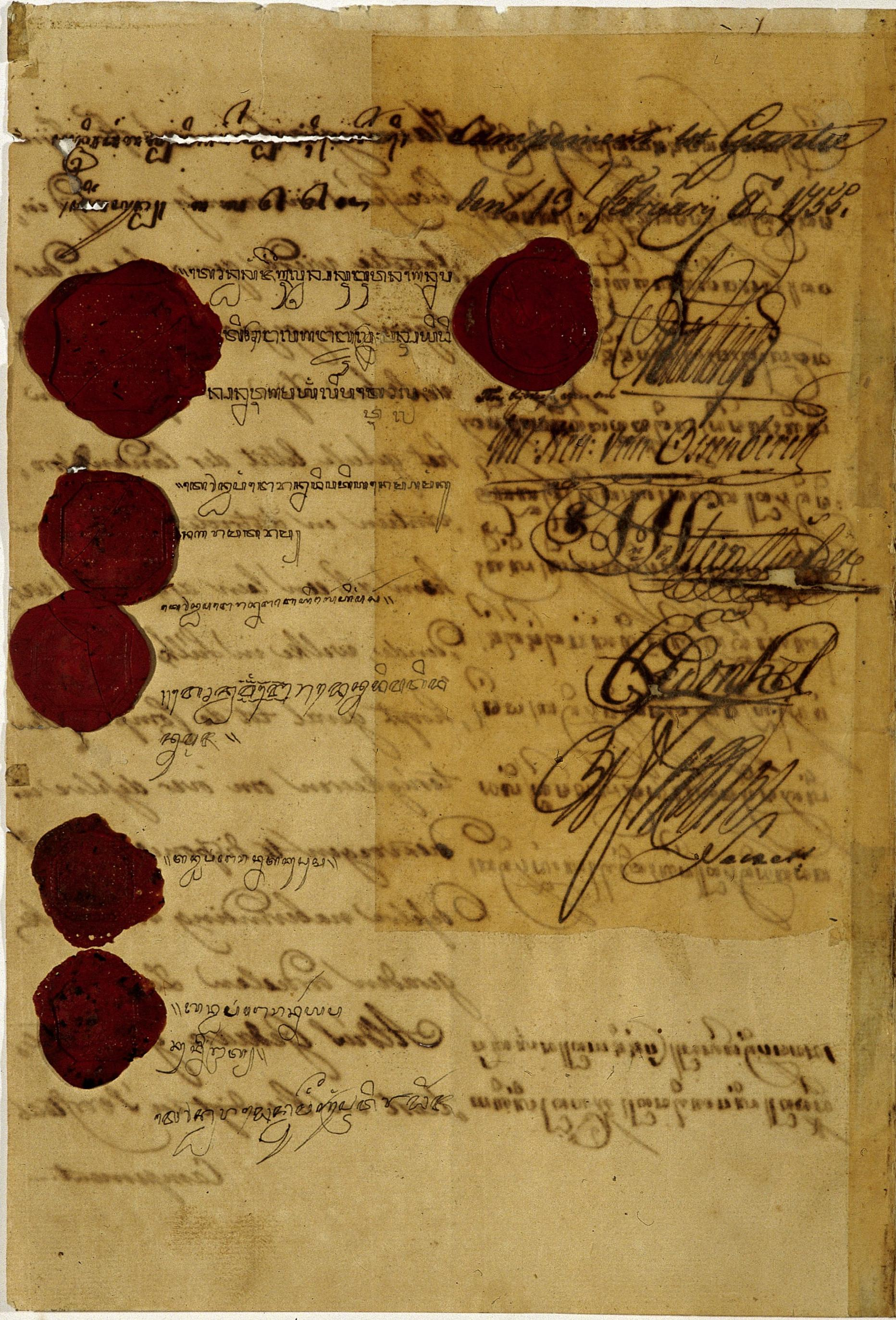
Le traité de Giyanti.

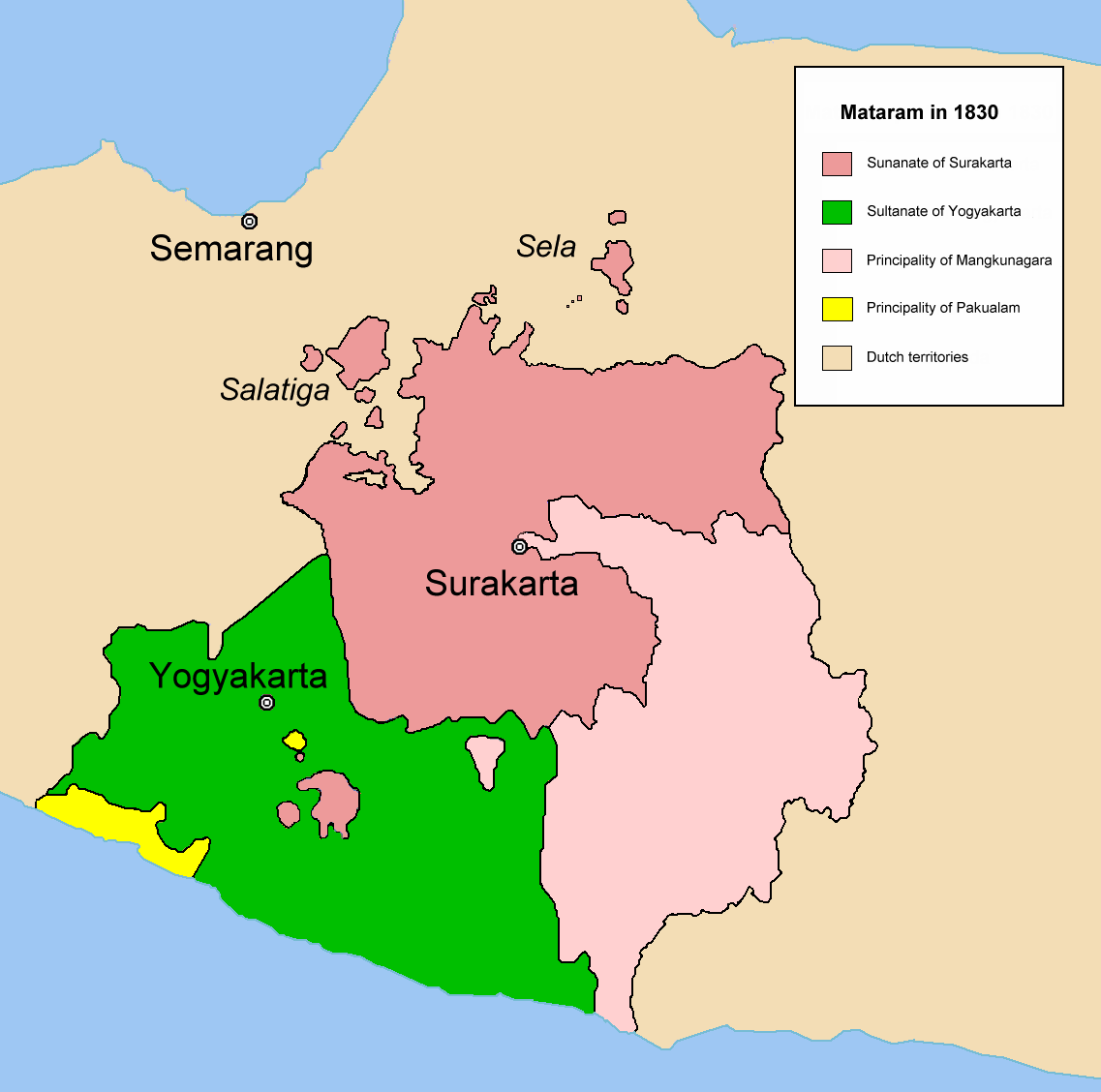
Le partage de Mataram. Les parties en rose clair et en jaune ne seront détachées que plus tard de Surakarta, pour devenir les principautés respectives du Mangkunegaran et du Pakualaman.

Le traité de Giyanti fut signé et ratifié le 13 février 1755 à Giyanti dans le centre de Java entre le Sunan (souverain) Pakubuwono III de Mataram, son oncle le prince Mangkubumi et la VOC (Compagnie néerlandaise des Indes orientales). Par ce traité, la moitié occidentale de Mataram était accordée à Mangkubumi. Pakubuwono gardait la moitié orientale et sa capitale Surakarta. 
Après la signature du traité, Mangkubumi prit le titre de Sultan Hamengkubuwono et installa sa cour à Yogyakarta, non loin de Kota Gede, aujourd'hui un faubourg de la ville, où se trouve la tombe de Senopati, le fondateur de Mataram.
Ce traité ne mettait pas fin au conflit qui frappait alors Mataram, appelé "Troisième guerre de Succession javanaise". Le prince Said, un autre oncle du Susuhunan, poursuivait en effet sa rébellion contre Pakubuwono.